# Anadarko
Anadarko är administrativ huvudort i Caddo County i Oklahoma. Ortnamnet blev till år 1873 när postkontoret öppnades. Den första bokstaven lades troligen till i misstag i samband med registreringen av postkontorets namn.